# 德久站
德久站（日语：／ Tokuhisa eki */?）是位於石川縣能美郡辰口町德久（現時：能美市德久町），北陸鐵道能美線的鐵路車站（廢站）。

## 歷史
- 1925年（大正14年）3月21日：能美電氣鐵道車站啟用[1]。
- 1939年（昭和14年）8月1日：金澤電氣軌道收購合併能美電氣鐵道[2]。
- 1941年（昭和16年）8月1日：北陸合同電氣（現時：北陸電力）合併金澤電氣軌道。
- 1943年（昭和18年）10月13日：在轉讓業務下，成為北陸鐵道能美線車站。
- 1967年（昭和42年）1月14日：側線被廢除，只剩下1面1線的單式月台[3]。
- 1980年（昭和55年）9月14日：能美線全線廢除，此站也被廢除[1]。

## 車站構造
此站是地面車站，設有木製站舍。在車站西邊設有變電站。曾經此站內除了車站職員外，還有變電站職員當值。原本此站設有1面2線的島式月台，在晩年只剩下靠近站舍一方的1面1線月台。

## 現狀
廢線遺址建設了名為「健康道路」的道路。車站遺址處重現了站名牌。

## 相鄰車站
北陸鐵道
能美線
上開發－德久－湯谷石子

## 注腳
1. 1 2  今尾惠介《日本鐵道旅行地圖帳》6號 北信越（新潮社、2008年）p.28
2. ↑  7月27日 得到許可「鉄道譲渡」《官報》1939年7月31日（國立國會圖書館數碼化收藏）
3. 1 2 3  RM LIBRARY 230 北陸鉄道能美線（寺田裕一著　Neko出版　2018年10月1日初版）p.39 - 41
4. 1 2  能美市『能美電ものがたり 運行時の各駅と現在』 （页面存档备份，存于）（日語）（PDF）

## 相關項目
- 日本鐵路車站列表 To